# Мухолов чорнокрилий
Мухолов чорнокрилий (Poecilotriccus albifacies) — вид горобцеподібних птахів родини тиранових (Tyrannidae). Мешкає в Південній Америці.

## Поширення і екологія
Чорнокрилі мухолови локально поширені на південному сході Перу (Мадре-де-Дьйос і Куско), а також трапляються на заході Бразилії (Акрі) і на півночі Болівії (Пандо). Вони живуть у вологих гірських бамбукових лісах Guadua. Зустрічаються на висоті до 1050 м над рівнем моря.